# Savage River (Teklanika River)
Der Savage River ist ein etwa 50 km langer rechter Nebenfluss des Teklanika River im US-Bundesstaat Alaska.

## Verlauf
Der Savage River entspringt nördlich vom Hauptkamm der Alaskakette auf einer Höhe von 1500 m. Das Quellgebiet befindet sich 23 km südwestlich vom Besucherzentrum des Denali-Nationalparks. Der Savage River fließt anfangs nach Norden. Bei Flusskilometer 31 mündet der Jenny Creek rechtsseitig in den Savage River. Vier Kilometer später kreuzt die Nationalparkstraße (Denali Park Road) den Fluss. Anschließend durchschneidet der Savage River in der Schlucht Savage Canyon einen Höhenkamm. Ab Flusskilometer 23 wendet sich der Savage River in Richtung Nordnordwest. Er mündet schließlich 24 km westlich von Healy in den Teklanika River. Ober- und Mittellauf des Savage River liegen innerhalb des Denali-Nationalparks.

## Attraktion im Denali-Nationalpark
Die Nationalparkstraße vom Park-Eingang nach Kantishna kreuzt den Savage River. Dort befindet sich ein Wanderparkplatz, von dem aus man den Savage Canyon Trail begehen kann. Kurz vor der Straßenbrücke befindet sich am rechten Flussufer des Savage River ein Zeltplatz.